# Cantabile
Cantabile é um termo musical que significa literalmente 'cantável', em italiano. 
Tem distintos significados, conforme o contexto. Na música instrumental, indica um particular estilo de tocar, imitando a voz humana. Para os compositores do século XVIII, o termo é usado muitas vezes como "cantando"  e indica um andamento moderado e flexível, uma execução legato. Para compositores posteriores, particularmente de música para piano, cantabile indica a ênfase de uma linha musical particular frente ao acompanhamento (comparar com contraponto).
Na ópera, cantabile  alude à primeira metade de uma ária dupla, seguida de uma cabaletta. O movimento cantabile seria mais lento e de forma mais livre em contraste com a cabaletta - mais estruturada e geralmente mais rápida .
Com referência à interpretação, cantabile significa que esta deve ser  melodiosa e sem mudanças bruscas - legato, como quem canta docemente.